# Pattie Boyd

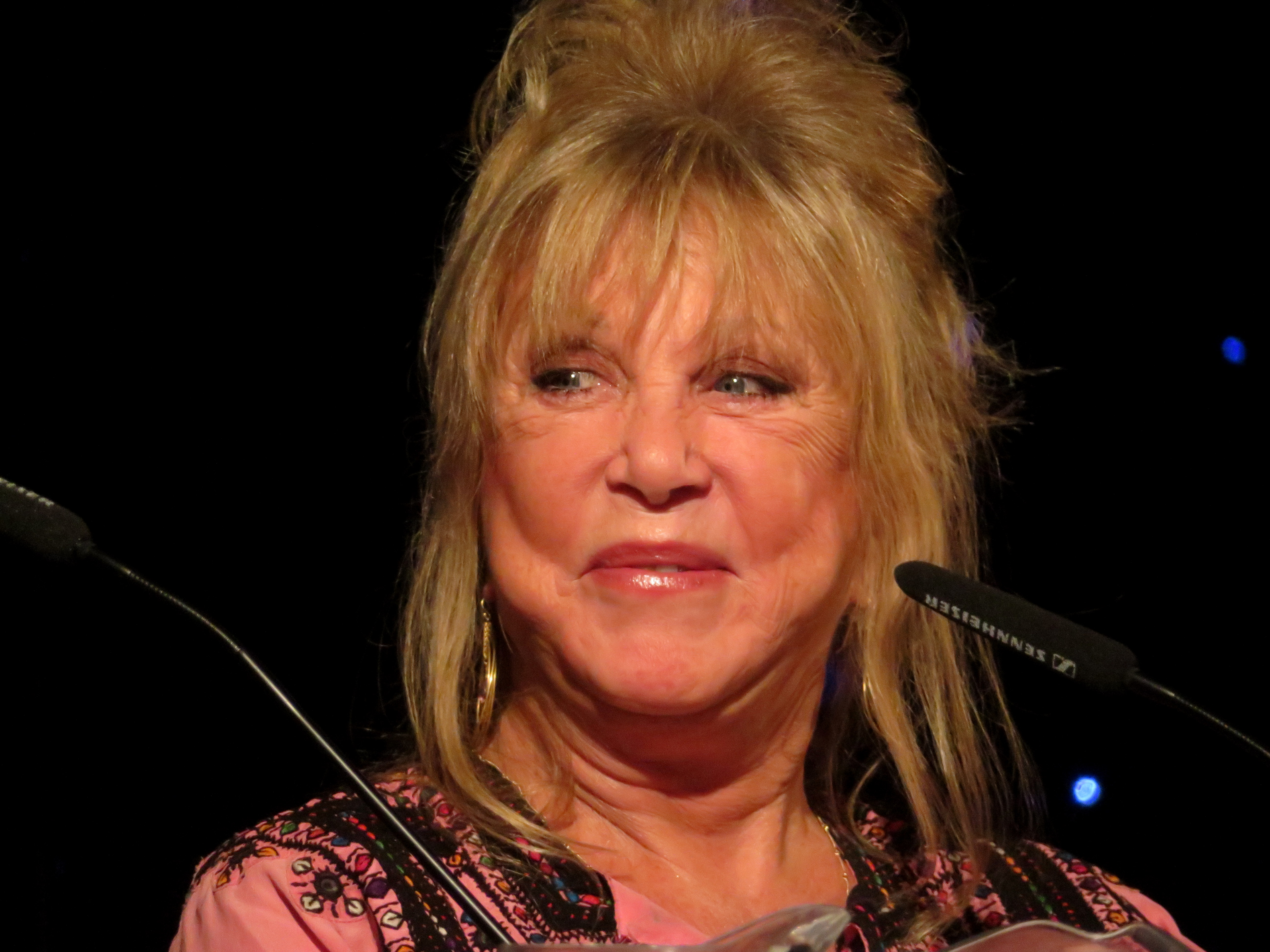
Pattie Boyd, 2018

Patricia Anne „Pattie“ Boyd Harrison Clapton (* 17. März 1944 in Taunton, Somerset, England) ist eine britische Fotografin und ein ehemaliges Fotomodell.

## Leben
Im Jahr 1966 heiratete Pattie Boyd George Harrison, Gitarrist der Beatles, den sie während der Dreharbeiten 1964 zum Film Yeah! Yeah! Yeah! kennengelernt hatte. 
Harrison widmete ihr zahlreiche Songs, darunter Something, For You Blue oder I Need You.
1974 verließ sie Harrison, um mit Eric Clapton zusammenzuleben. 1977 wurde die Ehe mit Harrison, der mit Clapton dennoch befreundet blieb, geschieden. Zwei Jahre später, am 27. März 1979, heirateten Boyd und Clapton in der Apostolic Assembly of Faith in Christ Church in Tucson (Arizona). Die Beziehung hielt bis 1985, die Ehe wurde 1989 geschieden.
Pattie Boyd brachte die Beatles mit der Lehre der Transzendentalen Meditation von Maharishi Mahesh Yogi in Kontakt. Alle vier Beatles samt ihren damaligen Frauen ließen sich 1967 darin unterweisen. George Harrison soll für Pattie den Beatles-Song Something geschrieben haben. Eric Clapton widmete ihr die Stücke Layla, Wonderful Tonight, Bell Bottom Blues, Old Love  und Golden Ring.
Im Jahr 2007 erschien ihre Autobiografie Wonderful Tonight. George Harrison, Eric Clapton, and Me, die in den Vereinigten Staaten zum Bestseller wurde.
2022 erschien ihr Bildband Pattie Boyd: My Life in Pictures, der einen Großteil ihrer Fotos und ihrer Kunst veröffentlichte, ergänzt durch Faksimiles von Erinnerungsstücken aus ihrer Zeit mit Harrison und Clapton.
Ihre Schwester ist die Psychologin Jenny Boyd.
In der TV-Krimiserie Der Kommissar, Staffel 1, Folge 7 (Erstausstrahlung: 18. April 1969), spielt Pattie Boyd gemeinsam mit Amanda Lear ein tanzendes Modell.